# Union mondiale pour la protection de la vie
L'Union mondiale pour la protection de la vie (en anglais : World Union for Protection of Life (WUPL) ; en allemand : Weltbund zum Schutz des Lebens (WSL) ; en russe : Всемирный союз для защиты жизни) est une organisation non gouvernementale (ONG), fondée en 1958 à Salzbourg (Autriche) et dissoute en 2018.

## Description
1953 l'écrivain et ancien SA Sturmführer Günther Schwab avait l'idée de créer une telle organisation tout en travaillant sur son roman La Danse avec le diable. 1958 Schwab a fondé avec les écologistes « l'Union mondiale pour sauver la vie » (Weltbund zur Rettung des Lebens) en Autriche. En 1963, l'organisation a été renommée en « l'Union mondiale pour la protection de la vie ».
C'est une des plus anciennes organisations du mouvement anti-nucléaire[réf. nécessaire].
Le concept de « protection de la vie » est différent de la « protection de l'environnement » telle qu'elle a été utilisée par le programme des Nations unies pour l'environnement (PNUE), bien que cette organisation a été fondée à la suite de la Conférence des Nations unies sur l'environnement humain en 1972.
Selon ses propres indications, l’union est représentée dans les pays suivants : Allemagne, Australie, Autriche, Belgique, Brésil, Bulgarie, Canada, Corée du Sud, Égypte, Espagne, États-Unis, Éthiopie, Finlande, France, Grande-Bretagne, Hongrie, Inde, Irlande, Israël, Italie, Japon, Yougoslavie, Luxembourg, Mexique, Norvège, Pays-Bas, Pologne, Roumanie, Suède, Suisse et Tchécoslovaquie.
Un conseil scientifique consultatif composé de 400 savants, dont 40 lauréats du prix Nobel, soutient le travail de l'organisation, notamment pour la remise de la médaille "Hans Adalbert Schweigart". Le président d'honneur du conseil était Linus Pauling, double prix Nobel de chimie (1954) et de la paix (1962). 
En 2012, la branche autrichienne est dissoute par son conseil d'administration, celui-ci estimant que ses membres étaient trop âgés. 
En 2018, l'organisation cesse ses activités à la suite de l'influence croissante de membres néofascistes au sein des branches germanophones depuis les années 1980,,. 

## Distinctions accordées
L’Union mondiale pour la protection de la vie a donné la médaille "Hans Adalbert Schweigart" à :
- 1979: André Gernez et Konrad Lorenz
- 1983: Rosalie Bertell[6]
- 1986: Franz Weber
- ????: Ralph Graeub[7]
- ????: Peter Weish

## Membres connus
L'Autrichien Robert Jungk, un opposant bien connu de l'énergie nucléaire, lui-même engagé pour l'organisation. L'un des membres les plus célèbres, en Allemagne, a été le physicien Karl Bechert.

## Activités internationales
En Australie, l'organisation a essayé de faire connaître depuis 1969 les dangers d'un réacteur nucléaire dans le Territoire de la baie de Jervis. Le siège de l'organisation internationale a changé avec le temps, par exemple de Hanovre à Bad Reichenhall.  Après la mort de Günther Schwab en 2006 il y avait une restructuration.